# Бразильська імператорська династія

Блазон Другої Бразильської імперії

Бразильська імператорська династія — гілка династії Браганса, що правила Бразилією за часів Бразильської імперії (1822—1889).
Бразилія, на той час португальська колонія, офіційно отримала статус королівства у Сполученому королівстві Португалії, Бразилії та Алгарви в 1815, під час царювання королеви Марії I, регента принца дона Жуана (майбутнього короля Жуана VI), під час перебування португальського двора у вигнанні в Бразилії через війну з Наполеоном. 7 вересня 1822 португальський принц Педру, спадкоємець португальського трону і представник короля Жуана VI в Бразилії, проголосив незалежність країни від Португалії і згодом був проголошений її першим імператором. Він був офіційно коронований 12 жовтня 1822.
У 1825 його батько, португальський король Жуан VI, визнав незалежність нової держави.

## Імператори Бразилії (1822—1889)
Бразильська імперія залишалася монархією до 1889, за той час ні її троні посідали два імператори:
- Педру I (1822—1831): Народився в 1798, помер в 1834. Був також королем Португалії протягом декількох днів в 1826 як Педру IV.
- Педру II (регентство 1831—1840, особисто царював у 1840—1889): Народився в 1825 і помер в 1891.

## Претенденти на Бразильський трон після 1889
- Педру II (1889—1891)
- Ізабела (I) (1891—1921): Народилася в 1846, померла в 1921. Імперська Принцеса і регент Бразилії. Вона була старшою дочкою Педру II. Її чоловік, Гастон Орлеанський, граф д'Е розглядався після смерті Педру II, як де-юре принц Імперії.
- Педру (III) Енріке Орлеанський-Браганса (1921—1981): Народився в 1909, помер в 1981. Онук Ізабели, син і спадкоємень її другого сина, Принца Луїза Орлеанського-Браганса.
  - Альтернативний претендент: Педру Гастон, принц Орлеанський-Браганса (1940 — зараз): Народився в 1913, син старшого сина Ізабели від нерівного шлюбу.
- Луїз (I) Орлеанський-Браганса (1981 — зараз): Народився в 1938, старший син принц Педру Енріке.

## Імператорська родина
- Педру I, імператор Бразилії (1798—1834)
  - Марія II, королева Португалії (1819—1853)
  - Мігель, принц Бразильський (1820—1820)
  - Жуан Карлус, принц Бейрський (1821—1822)
  - Жануарія Марія, принцеса Бразильська (1822—1901)
  - Паула Марія, принцеса Бразильська (1823—1833)
  - Франсіска Кароліна, принцеса Бразильська (1824—1898)
  - Педру II, імператор Бразилії
    - Афонсу Педру ді Алкантара, принц Бразильський (1845—1847)
    - Ізабела Крістіна, принцеса Бразильська (1846—1921)
      - Педру ді Алкантара Орлеанський-Браганса, принц Гран-Пара (1875—1940)
        - Ізабель, графиня Паризька Орлеанська-Браганса (1911—2003)
        - Педру Гастон, принц Орлеанський-Браганса (1913-)
          - Педру Карлус, принц Орлеанський-Браганса (1945-)
            - Педру Тьягу, принц Орлеанський-Браганса (1979-)
            - Філіп, принц Орлеанський-Браганса (1982-)

          - Марія да Глорія, принцеса Орлеанська-Браганса (1946-)
          - Афонсу Дуарте, принц Орлеанський-Браганса (1948-)
          - Мануел Алвару, принц Орлеанський-Браганса (1949-)
          - Крістіна Марія ду Розаріу, принцеса Орлеанська-Браганса (1950-)
          - Франсіску Умберту, принц Орлеанський-Браганса (b.1956)

        - Марія Франсіска, принцеса Орлеанська-Браганса (1914—1968)
        - Жуан, принц Орлеанський-Браганса (1916—2005)
        - Тереза, принцеса Орлеанська-Браганса (1919-)

      - Луїз Марія, принц Орлеанський-Браганса (1878—1920)
        - Педру Енріке Орлеанський-Браганса, принц Гран-Пара (1909—1981)
          - Луїз Гастон, принц Орлеанський-Браганса (1938-)
          - Еудес Марія, принц Орлеанський-Браганса (1939-)
          - Бертран Марія Жозе Піу Жануаріу, принц Орлеанський-Браганса (1941-)
          - Ізабель Марія, принцеса Орлеанська-Браганса (1944-)
          - Педру ді Алкантра Енріке, принц Орлеанський-Браганса (1945-)
          - Фернанду Дініз, принц Орлеанський-Браганса (1948-)
          - Антоніу Жуан, принц Орлеанський-Браганса (1950-)
            - Педру Луїз, принц Орлеанський-Браганса (1983-)
            - Амелія, принцеса Орлеанська-Браганса (1984-)
            - Рафаел, принц Орлеанський-Браганса (1986-)
            - Марія Габріела Фернанда, принцеса Орлеанська-Браганса (1989-)

          - Елеонора марія, принцеса Орлеанська-Браганса (1953-)
          - Франсіску Марія, принц Орлеанський-Браганса (1955-)
          - Алберту Марія, принц Орлеанський-Браганса (1957-)
          - Марія Тереза, принцеса Орлеанська-Браганса (1959-)
          - Марія Габріела, принцеса Орлеанська-Браганса (1959-)

        - Луїз Гастон, принц Орлеанський-Браганса (1911—1931)
        - Пія Марія, принцеса Орлеанська-Браганса (1913—2000)

      - Антоніу Гастон, принц Орлеанський-Браганса (1881—1918)

    - Леопольдіна Тереза, принцеса Бразильська (1847—1871)
    - Педру Фаонсу, принц Бращильський (1848—1850)

  - Марія Амелія, принцеса Бразильська (1831—1853)